# AN/APG-81
AN/APG-81は、ノースロップ・グラマン社がF-35戦闘機向けに開発した火器管制レーダー（en）である。多機能統合型RFシステム/多機能機首アレイ（MIRFS/MFA）とも呼ばれる。

## 概要
APG-81はアクティブ・フェーズドアレイ・アンテナを採用しており、F-22向けのAN/APG-77を参考とし、F-16E/F向けのAN/APG-80の対地攻撃能力と組み合わせて電子戦機能を追加したものである。マルチモードレーダーと呼ばれる通り、レーダーアンテナによるECM、ESM、通信が可能となっており、統合アビオニクスにより従来機では機体各部に分散していたアンテナを統合し、アンテナ数を大幅に減らしている。
APG-81は、直径約70cmのアンテナに1,000個以上の送受信モジュールを備えており、APG-77の空対空モードに加え、APG-77(v)1と同様の地上移動目標捜索モードを持つ。また、最大約90nmまで探知距離を持ち、ラファールなどのRCSが1m2程度の戦闘機でも約150kmで探知可能である。APG-81はテストにおいて前方120°約140kmの範囲内の空対空目標23目標に対し、捜索開始2.5秒の段階で19目標を探知し、9.0秒で全目標を探知、その後もレーダーは全目標の同時追尾を行っている。

## 開発
ウェスティングハウス・エレクトロニック・システムズ（1996年、ノースロップ・グラマンに買収）とヒューズ・エアクラフト（1997年、レイセオンに買収）は、統合打撃戦闘機（JSF）のX-35計画に多機能統合周波数システム/多機能アレイ（MIRFS/MFA）部分担当として1996年2月に参画した。ロッキード・マーティンとノースロップ・グラマンのX-35案が競争試作に勝ち、2001年10月21日に採用が決定されたこと。これにより、APG-81も採用されることとなった。
3,000機以上のAPG-81 AESAレーダーがF-35のために発注され、2035年まで生産される見込みである。2007年から生産が開始された。

## AN/APG-85
AN/APG-85は、ノースロップ・グラマンがロッキード・マーティン製F-35ライトニングII用に設計したアクティブ電子走査アレイ（AESA）レーダーシステムである。このシステムは、AN/APG-81の進化型であり、2025年に生産が開始される予定のロット17以降のすべてのF-35派生型に搭載される。
空対空モードでは、AN/APG-85は航空機、ミサイル、無人航空機（UAV）などの空中目標を長距離で検出し、追跡する。空対地モードでは、敵の施設や車両、その他の地上目標に対する高解像度の画像を提供する。特に、高解像度のSAR（合成開口レーダー）画像機能は偵察任務において有用であり、目標の詳細な画像を提供してさらに分析を可能にする。
AN/APG-85は、電子戦システム、武器、通信システムなど、他の航空機システムと容易に統合できるよう設計されている。この高度な統合性により、航空機全体のシステムとシームレスに連携し、パイロットに優れた状況認識を提供する。